# 9848 Югра
9848 Югра (9848 Yugra) — астероїд головного поясу, відкритий 26 серпня 1990 року.
Тіссеранів параметр щодо Юпітера — 3,503.